# Суайо-Ангулем (регбійний клуб)
Soyaux Angoulême XV Charente — французький клуб регбі, заснований у 2010 році, який базується в Ангулемі. Він народився в результаті злиття спортивного клубу Ангулема і регбійного клубу Соя.
Після розвитку Pro D2 із сезону 2016-2017 до сезону 2020-2021 SA XV розвивається в національному на сезон 2021-2022.